# Студенец (Словакия)
Студенец (словац. Studenec) — село и одноимённая община в районе Левоча Прешовского края Словакии. В письменных источниках начинает упоминаться с 1264 года.

## География
Село расположено в юго-западной части края, на левом берегу реки Маргецьянки (бассейн реки Горнад), при автодороге 3213. Абсолютная высота — 463 метра над уровнем моря. Площадь муниципалитета составляет 8,3 км².

## Население
| Год:                | 1994 | 2004    | 2014    | 2024    |
| ------------------- | ---- | ------- | ------- | ------- |
| Количество человек: | 457  | 499     | 492     | 540     |
| Разница:            |      | +9,19 % | −1,40 % | +9,75 % |

По данным последней официальной переписи 2021 года, численность населения Студенца составляла 482 человека.
Национальный состав населения (по данным переписи населения 2011 года):
| Национальность | Численность, человек |
| -------------- | -------------------- |
| словаки        | 415                  |
| не указана     | 75                   |

По данным переписи 2021 года, в конфессиональном составе населения преобладали католики (87,8 %) и греко-католики (1,9 %).